# Upplands runinskrifter 517
Upplands runinskrifter 517 är två vikingatida runstensfragment av granit i Skederids kyrka, Skederids socken och Norrtälje kommun.

## Inskriften
Translitterering av runraden:
+ a-... ... ...- + ra---u + stain + eftir haruk + bruþur + sin + in + rakn-... ... ...anta + sin + auk + at suni + ... ... ... ...ar þisi
Normalisering till runsvenska:
... ... ... ræ[ist]u stæin æftiʀ Haruk, broður sinn, en ʀagn[hildr](?) ... [bo]anda sinn ok at syni ... ... ... [run]aʀ þessi.
Översättning till nusvenska:
... reste stenen till minne av Hårok, sin broder, och Ragn-... dessa runor.